# Czerwona Woda (powiat olsztyński)
Czerwona Woda (dawniej niem. Rothwasser) – osada w Polsce położona w województwie warmińsko-mazurskim, w powiecie olsztyńskim, w gminie Olsztynek. W latach 1975–1998 miejscowość należała administracyjnie do województwa olsztyńskiego.
Wieś położona 3 kilometry na północ od Karczmy Świętojańskiej, w pobliżu lasu.

## Historia
Wieś wymieniana w dokumentach w 1628 r. W 1939 r. mieszkały tu 43 osoby. W 2005 r. w miejscowości było 12 osób. W 2013 mieszkało we wsi 8 osób.